# Philodromus buxi
Philodromus buxi este o specie de păianjeni din genul Philodromus, familia Philodromidae, descrisă de Simon, 1884. Conform Catalogue of Life specia Philodromus buxi nu are subspecii cunoscute.